# Sympycnus amplitarsus
Sympycnus amplitarsus är en tvåvingeart som beskrevs av Octave Parent 1933. Sympycnus amplitarsus ingår i släktet Sympycnus och familjen styltflugor. Inga underarter finns listade i Catalogue of Life.